# Dig, Jesus jag älskar
Dig, Jesus jag älskar är en sång med text skriven 1858-1859 av William Ralph Featherston. Musiken är skriven 1877 av Ira David Sankey. Översatt till svenska av Erik Nyström. Varje vers avslutas med Jag aldrig dig älskat, min Jesus som nu! eller ... att ingen har älskat, o Herre, som du En liknande text av Featherstone finns i andra psalm-/sångböcker med titeln Jag älskar dig, Jesus. I Musik till Frälsningsarméns sångbok 1907 finns sången med två olika melodier och två olika refränger. Den andra melodin är komponerad av Adoniram Judson Gordon.

## Publicerad i
- Nya Pilgrimssånger 1892 som nr 207 med titeln "Dig, Jesus jag älskar" under rubriken "Ny födelse".
- Herde-Rösten 1892 som nr 295 under rubriken "Frid och sällhet:" med titeln "Jag älskar Jesus".
- Musik till Frälsningsarméns sångbok 1907 som nr 172 med refrängen "Gömd uti dig"
- Musik till Frälsningsarméns sångbok 1907 som nr 173 med refrängen "Hem, hem, mitt kära hem"
- Frälsningsarméns sångbok 1929 som nr 231 under rubriken "Jubel, erfarenhet och vittnesbörd"
- Frälsningsarméns sångbok 1968 som nr 267 med refrängen "Gömd uti dig" under rubriken "Jubel och tacksägelse".
- Frälsningsarméns sångbok 1990 som nr 479 med refrängen "Gömd uti dig" under rubriken "Lovsång, tillbedjan och tacksägelse".